# 서강대학교 한국어교육원
서강대학교 한국어교육원(西江大學校韓國語敎育院)은 대한민국 서울특별시 마포구에 위치한 한국어 교육기관이다. 해당 교육원은 1990년에 설립되었으며, 연간 약 4,000명의 학생들이 교육원에 등록되어 있다.

## 같이 보기
- 세종학당재단
- 명지대학교 한국어학당
- 서울대학교 언어교육원 한국어교육센터
- 연세대학교 한국어학당
- 부산외국어대학교